# Albert Kesselring
Generalfeldmarschall Albert Konrad Kesselring (30. listopadu 1885, Marktsteft  – 16. července 1960, Bad Nauheim) byl vysoký německý důstojník Luftwaffe a Heereswaffe, který se ve druhé světové válce proslavil při bojích o Středomoří. Často byl označován přezdívkou Usměvavý Albert. Za jeho vrcholný výkon je považována obrana Apeninského poloostrova (1943–1945) a zejména způsob, jakým se vypořádal se spojeneckým vyloděním u Anzia.
Po skončení války byl shledán vinným z válečných zločinů a odsouzen k smrti. Rozsudek byl posléze zmírněn na doživotí a i na nátlak veřejného mínění byl nakonec Kesselring roku 1952 propuštěn ze zdravotních důvodů. Jako jeden z mála německých polních maršálů vydal paměti.

## Vyznamenání
- Rytířský kříž Železného kříže (30. 9. 1939)
- Rytířský kříž Železného kříže, s dubovou ratolestí, 78. držitel (25. 2. 1942)
- Rytířský kříž Železného kříže, s dubovou ratolesti a meči, 15. držitel (18. 7. 1942)
- Rytířský kříž Železného kříže, s dubovou ratolesti, meči a brilianty, 14. držitel (19. 7. 1944)
- Rytířský kříž, I. třída
- Rytířský kříž, II. třída
- Sudetská pamětní medaile
- Řád italské koruny , I. třída – velkokříž
- Řád Albrechtův, II. třída s meči – rytíř
- Společný odznak pro piloty a pozorovatele, s brilianty